# Katannilik Territorial Park
Der Katannilik Territorial Park ist mit rund 1461,7 km² der größte der Territorial Parks im kanadischen Territorium Nunavut. Der auf der Baffininsel, in der Qikiqtaaluk-Region, gelegene Park ist das einzige Schutzgebiet der Kategorie II (Nationalpark) im Territorium. Die nächstgelegene Siedlung ist Kimmirut, unmittelbar südlich des Parks. Nördlich des Parks liegt der deutlich kleinere Sylvia Grinnell Territorial Park.

## Anlage
Der Park liegt an der Basis der Meta-Incognita-Halbinsel der Baffininsel und reicht dort im Südwesten, bei Kimmirut, bis fast an einer der Buchten der Hudsonstraße und im Nordosten bis an die Frobisher-Bucht. Der Park umfasst dabei auch Teile des Verlaufs des Soper Rivers, einem Canadian Heritage River. Entlang des Soper Rivers und seiner Nebenflüsse finden sich zahlreiche Wasserfälle. Diese sind auch namensgebend für den Park, da „Katannilik“ in der örtlichen Sprache der Inuit „Ort der Wasserfälle“ bedeutet. Der größte Wasserfall ist der Soper Falls, wo der Soper River in den Soper Lake mündet. Am Cascade River, einem Nebenfluss des Soper River, findet sich mit den Cascade Falls der höchste Wasserfall im Park.
Im Bereich der Basis der Halbinsel erhebt sich ein, durch eiszeitliche Gletscher stark abgeflachtes, Plateau bis zu einer Höhe von 670 m.

## Geschichte
Wie bei allen Parks im Territorium gilt auch für diesen, dass er lange bevor die Gegend bei europäischen Jägern, Forschern, Einwanderern gekannt oder sie Teil eines Parks wurde, Jagd- und Siedlungsgebiet verschiedener hier ansässiger Völker war. Die Inuit nutzen das Gebiet noch heute.
Der Park wird vom „Itijjagiaq Trail“, einem 120 Kilometer langen traditionellen Überlandweg von Iqaluit nach Kimmirut, durchquert.

## Flora und Fauna
Flora und Fauna im Park sind typisch für die arktische Tundra nördlich der polaren Waldgrenze. Üppig ist die Vegetation vorrangig im Tal des Soper River, da dort die durchschnittlichen Temperaturen um bis zu 5 °C über den Umgebungstemperaturen liegen.
Das häufigste Großtier im Park ist das Karibu. Der Park ist aber auch Lebensraum von Polarwölfen und Polarfüchsen sowie Schneehühnern und Polarhasen. Eisbären kommen hauptsächlich in den Küstengebieten am nördlichen und südlichen Ende des Parks vor, werden aber auch im ganzen Park gesehen.